# کبیرلی (بیلقان)
کبیرلی (به لاتین: Kəbirli) یک منطقه مسکونی در جمهوری آذربایجان است که در شهرستان بیلقان واقع شده‌است. کبیرلی ۴۲۵۰ نفر جمعیت دارد.